# Operación Cuarenta Estrellas
La Operación Cuarenta Estrellas, también conocida como Operación Cuarenta Luces, o Chelcheraq, fue una operación militar llevada a cabo por la Organización de los muyahidines del pueblo iraní (OMPI) y el Ejército de Irak contra Irán durante la Guerra Irán-Irak.
En la noche del sábado 18 de junio de 1988 Irak lanzó la operación con la ayuda de los Muyahidin-e-Khalq (MEK) que es el nombre con el cual también es conocida la OMPI. Con 530 salidas de aeronaves y de uso intensivo de gas nervioso que aplastó a las fuerzas iraníes en la zona, matando a 3,500, y casi destruye una división de los Cuerpos de la Guardia Revolucionaria Islámica (CGRI). La ciudad iraní de Mehran fue tomada y ocupada por los muyahidines. Irak también lanzó ataques aéreos contra centros de población iraníes y objetivos económicos, entre ellos 10 instalaciones de petróleo en llamas.
La OMPI más tarde se retiró al otro lado de la frontera en la noche del 21 de junio.